# José Charbonneau
José Charbonneau (né le 21 novembre 1966 à Ferme-Neuve au Québec) est un joueur professionnel canadien de hockey sur glace.

## Carrière
Charbonneau fut sélectionné par les Canadiens de Montréal lors du repêchage d'entrée dans la LNH 1985. Porteur de grands espoirs pour la communauté francophone du Québec, il déçut lors de sa première saison professionnelle en 1986, ne marquant que seize buts avec le club-écoles de Montréal, les Canadiens de Sherbrooke qui évoluaient dans la Ligue américaine de hockey. La saison suivante, il inscrivit 30 buts avec Sherbrooke et obtint une chance dans la Ligue nationale de hockey où il joua 16 matchs avec les Canadiens, réalisant deux aides en 16 matchs. Il joua neuf nouveaux matchs avec l'équipe de Montréal en 1988-89, inscrivant son premier but en LNH, et fut échangé aux Canucks de Vancouver en milieu de saison.
Charbonneau passa une nouvelle saison avec les Canucks qui le laissèrent cependant à la disposition de leur club-école de la Ligue internationale de hockey, les Admirals de Milwaukee. Oublié la saison suivante, il joua uniquement avec l'équipe du Canada de hockey sur glace puis partit en Europe pour deux années. Il joua également au roller hockey durant l'été 1993 pour les Vancouver Voodoo.
Ses performances avec les Voodoo impressionnèrent le directeur général des Canucks Tiger Williams qui convainquit le club de lui donner une seconde chance. Après un camp d'entraînement réussi, il intégra l'équipe et marqua régulièrement au cours des deux premiers mois de la saison. Malheureusement, les blessures le rattrapèrent et il manqua 4 mois de saison régulière. Lorsqu'il revint au jeu, il ne put récupérer sa place de titulaire et termina la saison avec 7 buts et 14 points en 30 matchs. Il participa à 3 matchs de séries qui virent les Canucks se rendre en finale de la Coupe Stanley.
Charbonneau débuta la saison 1994-1995 avec les Canucks mais, après 3 matchs, fut envoyé aux Thunder de Las Vegas en LIH. Il passa ensuite 6 saisons en Allemagne où il joua successivement pour les EV Landshut, les Wedemark Scorpions et les Frankfurt Lions dans le championnat élite d'Allemagne (Deutsche Eishockey-Liga).
Il prit sa retraite en 2001.

## Statistiques
Pour les significations des abréviations, voir Statistiques du hockey sur glace.
| Saison     | Équipe                      | Ligue      |    | Saison régulière | Saison régulière | Saison régulière | Saison régulière | Saison régulière |    | Séries éliminatoires | Séries éliminatoires | Séries éliminatoires | Séries éliminatoires | Séries éliminatoires |
| Saison     | Équipe                      | Ligue      | PJ | B                | A                | Pts              | Pun              | PJ               | B  | A                    | Pts                  | Pun                  |                      |                      |
| 1983-1984  | Voltigeurs de Drummondville | LHJMQ      | 65 | 31               | 59               | 90               | 110              | 10               | 5  | 5                    | 10                   | 9                    |                      |                      |
| 1984-1985  | Voltigeurs de Drummondville | LHJMQ      | 46 | 34               | 40               | 74               | 91               | 12               | 5  | 10                   | 15                   | 20                   |                      |                      |
| 1985-1986  | Voltigeurs de Drummondville | LHJMQ      | 57 | 44               | 45               | 89               | 158              | 23               | 16 | 20                   | 36                   | 40                   |                      |                      |
| 1986-1987  | Canadiens de Sherbrooke     | LAH        | 72 | 14               | 27               | 41               | 94               | 16               | 5  | 12                   | 17                   | 17                   |                      |                      |
| 1987-1988  | Canadiens de Sherbrooke     | LAH        | 55 | 30               | 35               | 65               | 108              | --               | -- | --                   | --                   | --                   |                      |                      |
| 1987-1988  | Canadiens de Montréal       | LNH        | 16 | 0                | 2                | 2                | 6                | 8                | 0  | 0                    | 0                    | 4                    |                      |                      |
| 1988-1989  | Admirals de Milwaukee       | LIH        | 13 | 8                | 5                | 13               | 46               | 10               | 3  | 2                    | 5                    | 23                   |                      |                      |
| 1988-1989  | Canadiens de Sherbrooke     | LAH        | 33 | 13               | 15               | 28               | 95               | --               | -- | --                   | --                   | --                   |                      |                      |
| 1988-1989  | Canadiens de Montréal       | LNH        | 9  | 1                | 3                | 4                | 6                | --               | -- | --                   | --                   | --                   |                      |                      |
| 1988-1989  | Canucks de Vancouver        | LNH        | 13 | 0                | 1                | 1                | 6                | --               | -- | --                   | --                   | --                   |                      |                      |
| 1989-1990  | Admirals de Milwaukee       | LIH        | 65 | 23               | 38               | 61               | 137              | 5                | 0  | 1                    | 1                    | 8                    |                      |                      |
| 1991-1992  | Eisbären Berlin             | 2.Bun      | 11 | 3                | 6                | 9                | 16               |                  |    |                      |                      |                      |                      |                      |
| 1992-1993  | Geleen Smoke Eaters         | Hlnd       | 24 | 18               | 36               | 54               | 50               |                  |    |                      |                      |                      |                      |                      |
| 1993-1994  | Canucks de Hamilton         | LAH        | 7  | 3                | 2                | 5                | 8                | --               | -- | --                   | --                   | --                   |                      |                      |
| 1993-1994  | Canucks de Vancouver        | LNH        | 30 | 7                | 7                | 14               | 49               | 3                | 1  | 0                    | 1                    | 4                    |                      |                      |
| 1994-1995  | Thunder de Las Vegas        | LIH        | 27 | 8                | 12               | 20               | 102              | 9                | 1  | 1                    | 2                    | 71                   |                      |                      |
| 1994-1995  | Canucks de Vancouver        | LNH        | 3  | 1                | 0                | 1                | 0                | --               | -- | --                   | --                   | --                   |                      |                      |
| 1995-1996  | EV Landshut                 | DEL        | 47 | 32               | 24               | 56               | 102              |                  |    |                      |                      |                      |                      |                      |
| 1996-1997  | EV Landshut                 | DEL        | 13 | 5                | 4                | 9                | 41               |                  |    |                      |                      |                      |                      |                      |
| 1996-1997  | Wedemark Scorpions          | DEL        | 30 | 10               | 21               | 31               | 97               |                  |    |                      |                      |                      |                      |                      |
| 1997-1998  | Frankfurt Lions             | DEL        | 40 | 13               | 16               | 29               | 156              |                  |    |                      |                      |                      |                      |                      |
| 1998-1999  | Frankfurt Lions             | DEL        | 47 | 16               | 19               | 35               | 76               |                  |    |                      |                      |                      |                      |                      |
| 1999-2000  | Frankfurt Lions             | DEL        | 55 | 18               | 30               | 48               | 98               | 5                | 0  | 1                    | 1                    | 12                   |                      |                      |
| 2000-2001  | Frankfurt Lions             | DEL        | 58 | 19               | 25               | 44               | 85               | --               | -- | --                   | --                   | --                   |                      |                      |
| Totaux LNH | Totaux LNH                  | Totaux LNH | 71 | 9                | 13               | 22               | 67               | 11               | 1  | 0                    | 1                    | 8                    |                      |                      |